# Фудзивара-но Тадахира
Фудзивара-но Тадахира (яп. 藤原 忠平, 880 — 14 сентября 949) — японский аристократ из клана Фудзивара. Посмертное имя — Принц Тэйсинко (яп. 貞信公) или Великий министр дайдзё-дайдзин Тэйсинко.

## Краткие сведения
Он был четвёртым сыном Фудзивара-но Мотоцунэ, кампаку, и после смерти своего брата Фудзивара-но Токихиры в 909 году, стал главой клана Фудзивара. В ранге министра Тадахира находился тридцать шесть лет — с четырнадцатого года Энги (914 г.) по третий год Тэнряку (949 г.) Он служил регентом при императоре Судзаку (правил с 930 по 946). Его племянником был император Мураками.
Тадахира был женат на Минамото-но Дзюнси (яп. 源 順子), дочери императора Коко. У них был сын Фудзивара-но Санэёри (яп. 実頼, 900—970). Тадахира был также женат на Минамото-но Сёси (яп. 源 昭子), дочери Минамото-но Ёсинари. У них было несколько детей, в том числе Фудзивара-но Моросукэ (яп. 師輔, 908—960).
Тадахира также известен как писатель и поэт. Его стихотворение было включено в антологию «Хякунин иссю».

26.
Когда бы в пёстрой

листве Огураямы

имелось чувство,

она б ждала второго

визита Государя!
Стихотворение указывает на то, что однажды прежний император Уда посетил гору Огура около города Сага, чтобы полюбоваться красотою осенней зелени. Когда его сын и преемник, царствующий император Дайго, узнал об этом, он также отправился туда несколько дней спустя, но было уже поздно — листья уже опали; на это намекает жалоба поэта.
— Перевод и комментарий Н. Новича (Бахтина)